# Sertularia perpusilla
Sertularia perpusilla är en nässeldjursart som beskrevs av Eberhard Stechow 1919. Sertularia perpusilla ingår i släktet Sertularia och familjen Sertulariidae. Inga underarter finns listade i Catalogue of Life.